# Tikos
Tikos is een plaats (község) en gemeente in het Hongaarse comitaat Somogy. Tikos telt 129 inwoners (2001).